# Scleria gaertneri
Scleria gaertneri är en halvgräsart som beskrevs av Giuseppe Raddi. Scleria gaertneri ingår i släktet Scleria och familjen halvgräs. Inga underarter finns listade i Catalogue of Life.